# Hemmingen (Württemberg)
Hemmingen es un municipio alemán perteneciente al distrito de Luisburgo de Baden-Wurtemberg.
A 31 de diciembre de 2015 tiene 7416 habitantes.
Se conoce su existencia desde el año 991. Durante siglos fue una localidad dividida, donde una parte del pueblo pertenecía a señores feudales locales y la otra a Wurtemberg. Las principales familias nobles que dirigieron la localidad fueron los Hemmingen, Nippenburger y Varnbüler. Desde 1906 cuenta con una estación ferroviaria del Strohgäubahn. En la segunda mitad del siglo XX experimentó un notable aumento de población al extenderse hasta aquí el área metropolitana de Stuttgart.
Se ubica unos 10 km al oeste de la capital distrital Luisburgo.